# Manislor
Manislor is een bestuurslaag in het regentschap Kuningan van de provincie West-Java, Indonesië. Manislor telt 4133 inwoners (volkstelling 2010).